# Postmannen ringer alltid två gånger
Postmannen ringer alltid två gånger (originaltitel: The Postman Always Rings Twice) är en amerikansk dramathriller från 1981, som baseras på en roman av James M. Cain. Regissör var Bob Rafelson. 

## Rollista (urval)
- Jack Nicholson - Frank Chambers
- Jessica Lange - Cora Smith
- John Colicos - Nick Papadakis
- Michael Lerner - Mr. Katz
- John P. Ryan - Kennedy
- Anjelica Huston - Madge